# آسن زلاتف
آسن زلاتف (بلغاری: Асен Златев؛ زادهٔ ۲۳ مهٔ ۱۹۶۰) وزنه‌بردار اهل بلغارستان است.